# Campionato del mondo F.I.S.A. di Subbuteo 1990
Il "6th F.I.S.A. World Championships" di Subbuteo (Calcio da tavolo) venne disputato a Roma, in Italia, nel 1990.
Sono stati assegnati 2 titoli maschili:
- maschile
  - Seniores individuale
  - Juniores individuale

## Medagliere
| Pos. | Paese       | Oro | Argento | Bronzo | Totale |
| ---- | ----------- | --- | ------- | ------ | ------ |
| 1    | Grecia      | 1   | 0       | 0      | 1      |
| -    | Portogallo  | 1   | 0       | 0      | 1      |
| 3    | Francia     | 0   | 1       | 0      | 1      |
| -    | Paesi Bassi | 0   | 1       | 0      | 1      |
| 5    | Svizzera    | 0   | 0       | 1      | 1      |
| -    | Italia      | 0   | 0       | 1      | 1      |

## Categoria Seniores

### Risultati
Prima fase a gironi ed Eliminazione Diretta
- Individuale

| Oro     | Angelos Tsakiris   | Grecia   |
| Argento | Frédéric Hernandez | Francia  |
| Bronzo  | Willy Hofmann      | Svizzera |

## Categoria Juniores

### Risultati
Prima fase a gironi ed Eliminazione Diretta
- Individuale

| Oro     | Vasco Guimarães  | Portogallo  |
| Argento | Joris Van Brakel | Paesi Bassi |
| Bronzo  | Marco Gagliardi  | Italia      |